# فیلیپ بستر
 فیلیپ بستر (انگلیسی: Philip Bester؛ زاده ۶ اکتبر ۱۹۸۸) یک تنیس‌باز اهل کانادا است.